# Lestremia ugandae
Lestremia ugandae är en tvåvingeart som beskrevs av Barnes 1936. Lestremia ugandae ingår i släktet Lestremia och familjen gallmyggor.
Artens utbredningsområde är Uganda. Inga underarter finns listade i Catalogue of Life.